# Niceti d'Alvèrnia
Niceti fou duc d'Alvèrnia, Roergue i Usès (Aquitània austrasiana) per compte del rei Khildebert II d'Austràsia. Hauria estat nomenat vers el 584 i abans havia estat comte d'Alvèrnia, càrrec en el qual fou substituït per Eulali.
Com a duc tenia autoritat sobre diversos comtes. El govern d'Usès, que abans depenia del govern de Provença o Marsella, fou agregat al seu govern. L'estiu del 585 va agafar el comandament de les milícies del seu govern que s'havien d'unir a un cos d'exèrcit borgonyó que havia d'envair Septimània per la part de Nimes; un altre cos exèrcit havia d'atacar per Carcassona sota direcció de Tarentiol comte del Llemosí. Les milícies de Niceti foren les úniques dependents del rei Khildebert II que van participar en la guerra.
Les tropes de Niceti van devastar els territoris visigots en el seu camí cap a Nimes, i especialment la rodalia d'aquesta ciutat on van cremar els masos i van arrancar les vinyes i les oliveres; Nimes va quedar assetjada, però la defensa fou efectiva i finalment els assetjants van decidir retirar-se i atacar les altres poblacions del territori, dividint-se en diversos grups; però els intents sobre altres poblacions tampoc van tenir èxit i no van poder prendre cap de les ciutats que van atacar o assetjar i finalment es van retirar sense altre resultat que haver devastat el territori. Se sap que Niceti va ocupar un castell, però no s'informa del nom, i fou perquè es rendiren voluntàriament sota paraula del duc de respectar la vida i béns dels habitants del castell, promesa que fou violada, doncs un cop ocupada la fortalesa fou saquejada i els pobladors enduts captius.
Els generals borgonyons es van reunir amb el seu rei que des del 20 d'agost era a Autun per celebrar la festa del màrtir sant Simforià, on va saber el clamorós fracàs de les seves forces. Només arribar a Autun a finals d'agost, els caps militars, informats de la fúria del rei, es van refugiar a l'església de Sant Simforià on van demanar asil. No obstant Guntram es va mostrar moderat amb els militars i es va limitar a retreure vivament, en presència d'alguns bisbes i nobles, la seva mala conducta i la manca de religiositat i de disciplina de les tropes (fets al que el rei atribuïa el fracàs) i finalment els va perdonar sota promesa que els va imposar que en endavant ferien observar una estricta disciplina militar a les seves forces.
Àgila, que tenia el govern d'Arle, del que depenia el castell d'Ugernum, ocupat pels visigots, fou destituït per la seva negligència en la vigilància de la frontera i el va donar a Leodegisil, el seu conestable, que havia dirigit amb èxit la guerra contra Gondebald. No és clar si Leodegisil fou duc de Marsella o Provença del 585 al 587, ja que Leodegisil no apareix esmentat amb aquest títol. Leodesgisil va posar a quatre mil homes a guardar la frontera provincial, mentre el duc Niceti va adoptar una mesura similar a les fronteres del seu govern (que era de Khildebert II) vigilant així els moviments de les forces visigodes manades per Recared, fill del rei Leovigild, que finalment, al començar l'hivern va decidir retirar-se al sud dels Pirineus.
Posteriorment vers finals del 586 o el 587 Guntram va nomenar duc de Marsella o Provença a Ratari (Ratharius), però descontent del seu govern el va destituir als pocs mesos i el duc d'Alvèrnia, Niceti, fou nomenat com a duc de Marsella o Provença el 587, i hauria conservat també els governs que ja exercia. No se'l torna a esmentar.